# Franz Theodor Usteri
Franz Theodor Usteri (* 10. Juni 1853 in Zürich; † 13. Juni 1929 ebenda) war ein Schweizer Jurist und Verwaltungsrat.

## Leben
Franz Theodor Usteri war der Sohn des Züricher Stadtrats und Kaufmanns Johann Martin Usteri (1812–1865) und dessen Ehefrau Marie Sophie, geb. Dürr (1825–1911). Sein Bruder war Franz Eduard Usteri (1851–1928), später Präsident des Stadtrates von Zürich; er war auch ein Urenkel des Fabrikanten Johann Martin Usteri (1754–1829).
1873 begann er an der Universität Zürich ein Studium der Rechtswissenschaften, das er am 4. August 1876 beendete. Mit seiner Dissertation Die Grundlagen des Erbrechtes in ihrer historischen Entwicklung promovierte er am 28. Juli 1877 zum Dr. jur. Von 1877 bis 1879 hielt er sich in Paris und London auf.
1880 wurde er Gerichtssubstitut in Zürich und war von 1890 bis 1893 der Polizeikommissär von Zürich, anschließend war er Substitut des Stadtschreibers und Leiter des Stadtarchivs.
Nachdem er zum katholischen Glauben konvertiert war, setzte er sich engagiert für verschiedene karitative katholische Institutionen ein.
Er war auch langjähriger Verwaltungsrat der Neuen Zürcher Nachrichten.
Franz Theodor Usteri war seit 1886 mit Maria Margaretha Magdalena, geb. Schuler (1865–1936) verheiratet. Sein Sohn Karl Georg Usteri (* 17. Februar 1895; † unbekannt), wurde 1926 Pfarrvikar in Chur.

## Schriften (Auswahl)
- Die Grundlagen des Erbrechtes in ihrer historischen Entwicklung. Zürich 1877.
- Die Polizeiorganisation der Stadt Zürich nach der Vereinigung. In Umrissen dargestellt von Dr. Th. Usteri, Polizeikommissär. Zürich 1890.